# Hawthorne (Nueva York)
Hawthorne es un lugar designado por el censo (en inglés, census-designated place, CDP) ubicado en el condado de Westchester, en el estado de Nueva York, Estados Unidos. Según el censo de 2020, tiene una población de 4646 habitantes.
Está ubicado dentro del municipio de Mount Pleasant.

## Geografía
La localidad está ubicada en las coordenadas 41°6′12″N 73°47′49″O / 41.10333, -73.79694 (41.103433, -73.796912). Según la Oficina del Censo, tiene un área total de 2.8 km², correspondientes en su totalidad a tierra firme.

## Historia
La zona donde hoy está Hawthorne era originalmente conocida como Hammond's Mills y formaba parte de la propiedad de Frederick Philipse llamada Philipsburgh. Después de la Guerra de Independencia de los Estados Unidos cambió su nombre a Unionville.
En 1901, la religiosa Rose Hawthorne Lathrop, convertida al catolicismo e hija de Nathaniel Hawthorne, fundó la Rosary Hill Home en Sherman Park (ahora Thornwood) para quienes padecían cáncer incurable. Junto a esta obra fundó la Congregación de Santa Rosa de Lima de Hawthorne, para la atención del hospital. En homenaje a estas religiosas y a su fundadora el pueblo pasó a llamarse Hawthorne.

## Demografía
Según la Oficina del Censo, en 2000 los ingresos medios de los hogares de la localidad eran de $71,370 y los ingresos medios de las familias eran de $82,042. Los hombres tenían unos ingresos medios de $52,477 frente a $39,142 para las mujeres. Los ingresos per cápita para la localidad eran de $28,664. Alrededor del 3.3 % de la población estaba por debajo del umbral de pobreza.
De acuerdo con la estimación 2016-2020 de la Oficina del Censo, los ingresos medios de los hogares de la localidad son de $115,222 y los ingresos medios de las familias son de $145,938. Alrededor del 4.1 % de la población está por debajo del umbral de pobreza.